# غطاء المذبح

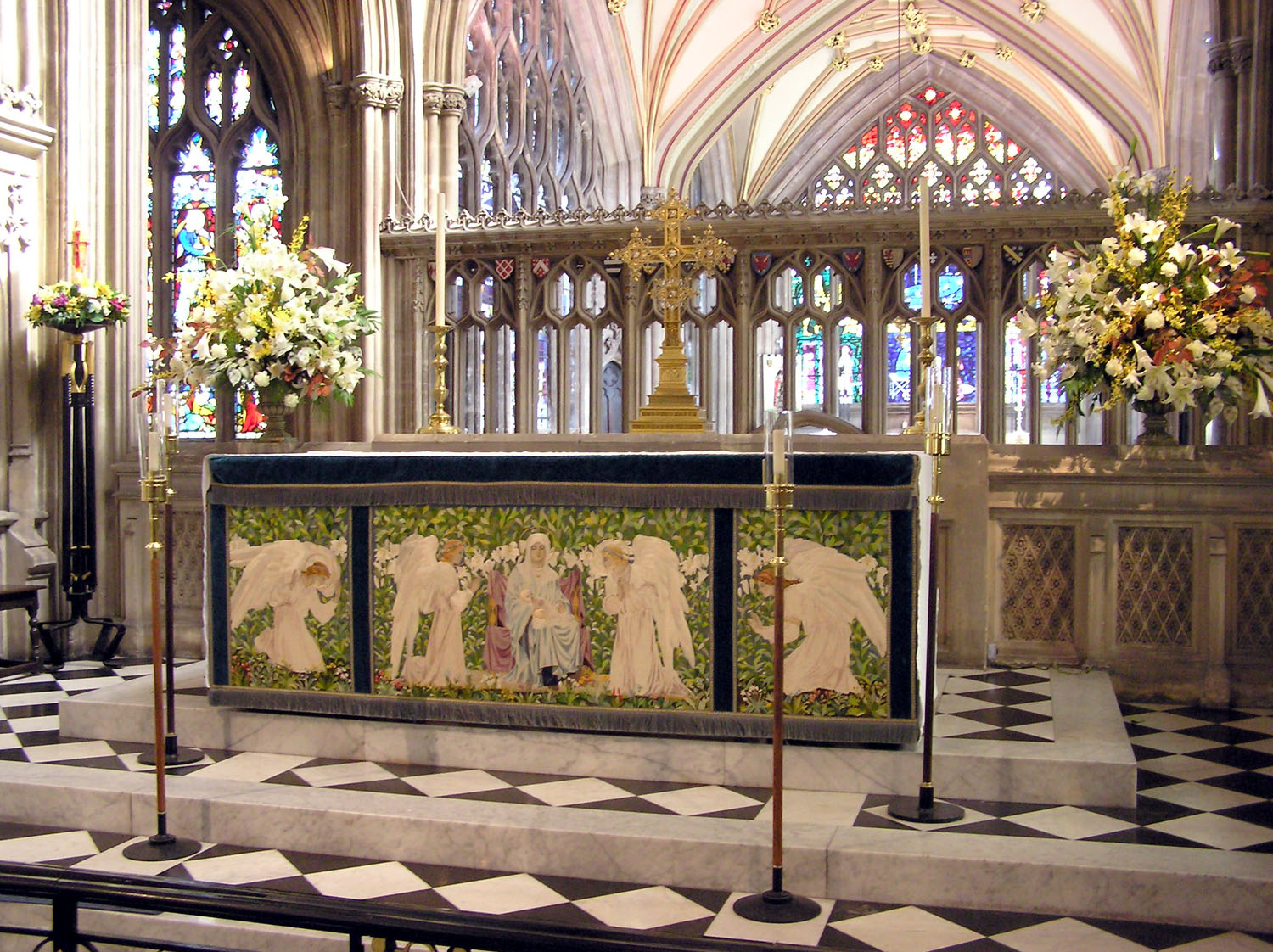
المذبح في كنيسة سانت ماري الأنجليكية في إبرستول في إنجلترا، مزين بغطاء مذبح أخضر متقن، وهو اللون المرتبط عادة بالمواسم التي تلي عيد الغطاس وعيد العنصرة

غطاء المذبح هو قطعة زخرفية، عادةً ما تكون من النسيج، وقد تكون من الأعمال المعدنية أو الحجر أو أي مادة أخرى، تزين مذبحًا مسيحيًا.